# Gottdank Tibor
Gottdank Tibor (Pápa, 1972. november 24. –) építészeti kutató, műszaki szakíró.

## Élete
Építészmérnöki tanulmányait (Ybl Miklós Főiskola) követően újságírást tanult (ELTE Bölcsészettudományi Kar), majd mérnök-informatikus és pénzügyi közgazdász diplomát szerzett a Gábor Dénes Főiskola illetve a Budapesti Corvinus Egyetem képzésein. Több szakkönyve és ismeretterjesztő műve jelent már meg. Könyvei több hazai egyetemen és főiskolán kötelező vagy ajánlott szakirodalomként szerepelnek. Publikál az Építészfórum című online építészeti szaklapban.
Szakmai életét egy pápai szállodafelújításon kezdte, majd egy pesti kórház rendszergazdája lett. 2000-ben Berlinben dolgozott programozóként. 2001 és 2015 között a Számítástechnikai és Automatizálási Kutatóintézet kutatója volt. 2016-tól szabadúszó. 2022-től az Óbudai Egyetem Neumann János Informatikai Karán is dolgozik kutatóként és óraadóként.

## Építészeti könyvei
- A magyar zsidó építőművészek öröksége – Lajtán innen és Lajtán túl, K.u.K. Kiadó, Budapest 2018 ISBN 9786155361715
- Vidor Emil, a műépítész, Balassi Kiadó, Budapest, 2022. ISBN 9789634561248
- Egy befejezetlen életmű - Ágoston Emil építész munkássága, Balassi Kiadó, Budapest 2025 ISBN 9789634561606

## Válogatott építészeti cikkei
- Sörgyári capriccio – Vidor Emil és Vidor Pál Építészfórum
- A Hildek – építészetünk klasszikusai (Építészfórum)
- A szombathelyi Brennerek (Építészfórum)
- Első női építészünk: Várnay Marianne (Építészfórum)
- „Egy Duna-parti csónakházban…” – Fleischl Etelka története [(Építészfórum)
- Birók és mesterek (Építészfórum)
- Róthék – családi cég New York tetején (Építészfórum)
- Neuschlossok – a fák néha az égig nőnek (Építészfórum)
- Bűvös Vadászok (Építészfórum)
- Handlerek – Sopron romantikája (Építészfórum)
- – Három a kislány és más történetek (Építészfórum)
- – Dinasztiák: Wellischék, ahol nem esett messze az alma az épületfától (epiteszforum.hu, 2020. április 5.)

- Emigráns magyar zsidó építészek a modernizmus vonzásában Szombat (folyóirat)
- Századfordulós vita a nemzeti építészetről Szombat (folyóirat)
- A magyar zsidó építészek bámulatos öröksége MAZSIHISZ

## Informatikai könyvei
- Webszolgáltatások – XML-alapú kommunikáció az Interneten (2003 és 2005, ComputerBooks Kiadó)
- Szemantikus Web – Bevezetés a tudásalapú Internet világába (2005, ComputerBooks Kiadó)
- ASP .NET 2.0 Lépésről lépésre (lektorként, 2005, Szak Kiadó)
- Windows Vista felhasználóknak (2007, ComputerBooks Kiadó)
- Windows 7 rendszerkezelés – Üzembe helyezés, csoportházirendek, konfigurálás, hálózati munka, fájlkezelés, hibakezelés, szkriptek (2010, ComputerBooks Kiadó)
- Szolgáltatásalapú világ – Bevezetés a szolgáltatásorientált architektúrába (SOA) (2013, Szak Kiadó)
- Science Gateways for Distributed Computing Infrastructures – Development Framework and Exploitation by Scientific User Communities (többszerzős, 2014, Springer Verlag)

## Válogatott informatikai cikkei, konferenciaelőadásai
- Barkó Péter, Gottdank Tibor, Vas Zoltán és Z. Karvalics László: Kerekasztalbeszélgetés a tartalomipar szabványairól (2006, IX. Országos Neumann Kongresszus, Győr)
- A Model-Driven Data Provenance Method in a Semantic Web-Based Environment (2007, ERCIM News)
- E-közbeszerzés az EU-ban (2009, Jegyző és Közigazgatás)
- Interkonnektivitás és -operábilitás a nemzetközi e-közigazgatásban (2008, Jegyző és Közigazgatás)
- Csaba – Gottdank – Magyar – Szántó – Dr. Tátrai – Tétényi – Tóth: Elektronikus közbeszerzési gyakorlat az Európai Unióban, lehetőségek és tanulságok hazánk tekintetében, Kutatási jelentés (2009. MTA SZTAKI)
- Kifor, Tamás and Gottdank, Tibor: 3D Space Control via Mobile Phone Mobile (2011, ERCIM News)
- A felhasználói felület szerepe a vállalatnál (2011, ComputerWorld)
- Kifor, Tamás; Gottdank, Tibor; Hajnal, Ákos; Baranyi, Péter; Korondi, Brúnó and Korondi, Péter: Smartphone emotions based on human-dog interaction (2011, IEEE, 2nd International Conference on Cognitive Infocommunications, Budapest)

## Díjak, elismerések
- MTA SZTAKI Intézeti díja kiemelkedő publicisztikai tevékenységéért, 2006

## Kritikák, interjúk
- Dr. Kovács László könyvrecenziója a Modern Nyelvoktatásban(2007)
- Heti TV – Breuer Péter interjúi a Pirkadat és a Hétórás vendég című műsorokban (2017–2018)
- Zubreczki Dávid könyvkritikája az Index.hu-n (2018)
- Az ötezer éves kérdés – Kovács Dániel interjúja az Építészfórumon (2019)
- Kun Zsuzsa interjúja a Klubrádióban, a Klubdélelőtt című műsorban(2019)
- Makrai Sonja könyvkritikája a Magyar Hang című lapban (2019. január 11.)
- Huszár Ágnes könyvkritikája a Revizor Online-on (2020)
- Rózsa Péter interjúja a Klubrádióban (2023)
- Murányi Gábor könyvkritikája a HVG-ben (2023)
- Szegő György könyvkritikája a Magyar Építőművészetben (2023)

## Médiamegjelenések
- M5 Híradó – Könyvbemutató, 2018. november 10.
- Duna TV – Az utódok reménysége, 2018. december 2.
- Klubrádió – Utcafront, Magyar építészdinasztiák – többrészes sorozat, 2023. január-december